# Giovanni Agostino Abate
Giovanni Agostino Abate (5. září 1495 Savona – asi 1575) byl italský historik.
Byl synem Leonarda, savonského čepičáře, stejnému řemeslu se vyučil i on. Roku 1522 se stal kastelánem na San Giorgiu di Lavagnola, odkud pocházela jeho rodina. Opakovaně se podílel na obraně Savony, kterou napadali janované a roku 1528 zničili přístav, k jehož obnově též přispěl . Byl členem Savonské rady starších (Consiglio degli Anziani di Savona) a roku 1536 řešil územní spory s Vezzii.

## Dílo
Zabýval se matematikou a geometrií a také přepsal stanovy cechu Statuti dell'arte dei berrettieri in Savona del 1473.
Díla zabývající se historií Savony:
- Války svedené v letech 1498 až 1567 (Guerre successe dal 1498 sin al 1567)
- Kroniky Savonské z let 1500 až 1570 (Cronache savonesi dal 1500 al 1570)